# Joseph Salzbacher
Josef Salzbacher oder Joseph Salzbach (* 14. März 1790 in St. Pölten; † 10. August 1867 in Baden (Niederösterreich)) war ein österreichischer römisch-katholischer Theologe und Geistlicher.

## Leben
Salzbacher studierte von 1808 bis 1812 am bischöflichen Priesterseminar in St. Pölten. 1812 erfolgte die Priesterweihe. Anschließend war er bis 1815 Kooperator in Gföhl und bis 1818 Domkurat in St. Pölten. 1818 wurde er zu höheren Studien ins Frintaneum nach Wien gesandt, die er 1821 mit der Promotion Dr. theol. abschloss. Zum 2. Oktober 1821 wurde er zum Spiritual des bischöflichen Priesterseminars in St. Pölten ernannt und am 13. September 1822 erhielt er zugleich die Professur des alttestamentlichen Bibelstudiums und der orientalischen Sprachen.
Salzbacher kehrte im September 1824 als k.k. Hofkaplan und Spiritualdirektor an das Frintaneum nach Wien zurück. Auch war er Mitglied der Katholisch-Theologischen Fakultät der Universität Wien. 1825 wurde er außerdem zum Dekan der Theologischen Fakultät gewählt. Er war zudem Mitglied des Senats der Universität und Senior des Doktorenkollegiums. Durch die Universität wurde er 1830 zum Domherr in das Domkapitel des Stephansdoms gewählt. 1847 stieg er zum Domkustos auf. 1866 begab er sich in den Ruhestand nach Baden.
Salzbacher wurde mit dem Titel eines fürsterzbischöflichen Konsistorialrats und mit der Würde eines infulierten Prälaten geehrt. 1837 unternahm er eine Palästinareise und 1842 eine Nordamerikareise. Er machte sich um die Restaurierung des Wiener Domschatzes verdient.

## Werke (Auswahl)
- Exercitia spiritualia, habita ad Presbyteros Instituti sublimioris educationis ad S. Augustinum Viennae, Wien 1839.
- Erinnerungen aus meiner Pilgerreise nach Rom und Jerusalem im Jahre 1837, 2 Bände, Grund, Wien 1840.
- Hymnen und Gebete. Gesungen und gebetet bei dem täglichen Umzuge in der heiligen Grabeskirche zu Jerusalem. Wimmer, Wien 1842 (herausgegeben von Anton Passy).
- Meine Reise nach Nord-Amerika im Jahre 1842: mit statistischen Bemerkungen über die Zustände der katholischen Kirche bis auf die neueste Zeit, Wimmer, Schmidt & Leo, Wien 1845.